# شركة شوشين ميتسوي سانفلاوار
شركة "شوشين ميتسوي سانفلاوار" (商船三井さんふらわあ) هي شركة بحرية يقع مقرها في حي تشيودا في طوكيو. تدير الشركة رحلات عبّارات داخلية وسفن RO-RO، وتعمل على الربط بين اليابان بمساراتها الطويلة وبخدماتها المتعددة.

### النبذة العامة:
كان مشروع العبارات في شركة "بلو هايوي لاين"، أحد أذرع شركة "شوشين ميتسوي"، يعاني التدهور في ظل الركود الاقتصادي والمنافسة مع المسارات الأخرى، ما أدى إلى انخفاض الأجور وارتفاع تكاليف الوقود. أُنشئت "شركة شوشين ميتسوي فيري" (بالإنجليزية: MOL Ferry Co., Ltd.) ككيان مستقل بهدف مواصلة تشغيل مسار العبارات بين "أوآراي" و"توموكوماي"، إضافة إلى مسارات الشحن الأخرى.
في أكتوبر من عام 2023، قامت المجموعة البحرية بدمج خدمات "سانفلاوار" لتوسيع نطاق أعمال العبارات بين كانساي وكيوشو، ومن ثم تعديل الاسم الحالي للشركة. تدير الشركة الآن جنبًا إلى جنب مع خدمات العبارات بعيدة المدى، مسارات شحن RO-RO بين العاصمة طوكيو وكيوشو.

### التطورات التاريخية:

#### التأسيس:
- تأسست "شركة شوشين ميتسوي فيري" بتاريخ 12 مارس 2001 بهدف توسيع خدمات النقل والشحن.
- بدأت الشركة عملياتها رسميًا في 1 يوليو من نفس العام، متبنية مسارات العبارات والشحن الرئيسية التي كانت تُشغَّل سابقًا تحت اسم "بلو هايوي لاين".

#### الابتكار والخدمات:
- في عام 2002، حصلت الشركة على شهادة ISM كأول مشغل عبارات ياباني يحقق هذا المعيار العالمي.
- توسعت المسارات لتشمل طوكيو - هاكاتا، مع إدخال سفن RO-RO الحديثة مثل "سانفلاوار هاكاتا" و"سانفلاوار طوكيو".

#### التحديات والدمج:
- تدهور اقتصادي مفاجئ أجبر الشركة على مراجعة أساليب التشغيل، بما في ذلك إعادة هيكلة الخدمات وتقليل تكاليف الوقود.
- في عام 2023، دُمجت شركة "سانفلاوار" لتقديم تجربة أكثر تكاملًا للمسافرين والشركات، مع تحسينات في جودة الخدمات.

#### الخطط المستقبلية:
- تسعى الشركة لتوسيع أسطولها بإطلاق سفن جديدة في مسارات رئيسية مثل "أوآراي" - "توموكوماي".
- من المتوقع تشغيل سفن جديدة مثل "سانفلاوار كامي" و"سانفلاوار بيريكا" بحلول ربيع عام 2025، لتعزيز خدمات العبارات الليلية وربط شرق اليابان بشماله.

## تاريخ

### ما قبل التاريخ

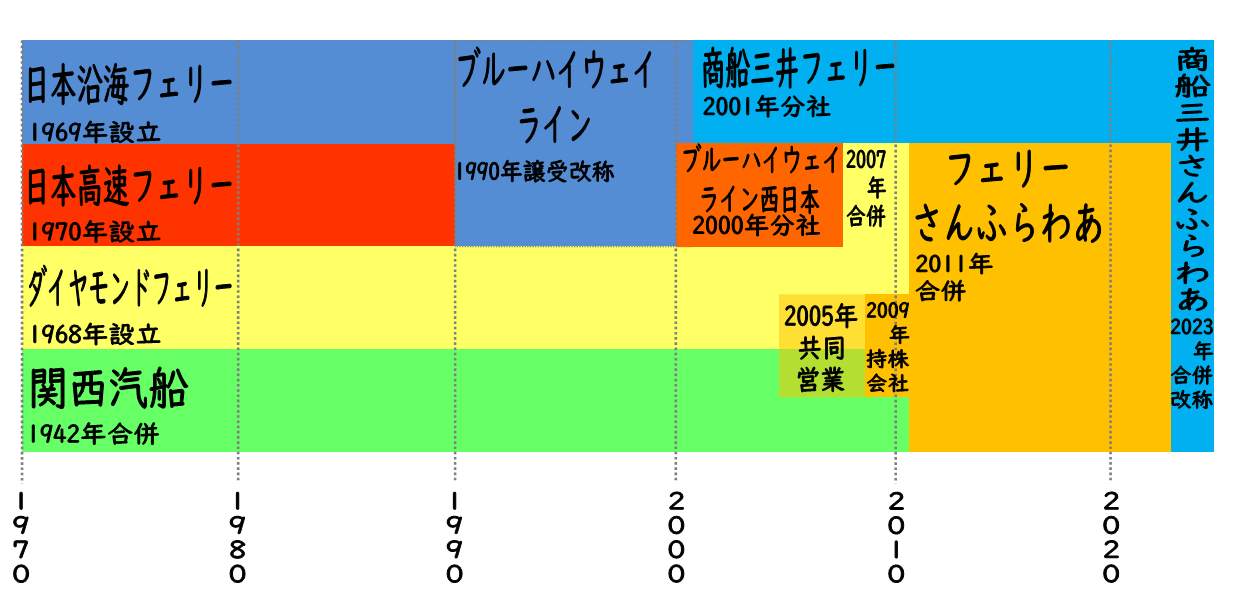
تاريخ الاندماج

- سنة ١٩٤٢ (شووا ١٧)، اجتمعت سبعُ شركاتٍ مرموقة، تتقدّمها شركة أوساكا للتجارة البحرية، وأبرمت بينها عهدًا متينًا لتأسيس كانساي كيسن، واضعة نصب أعينها توحيد مسار الملاحة في بحر سيتو الداخلي، تحقيقًا للتكامل بين المصالح البحرية وتيسير النقل التجاري في أرجاء البلاد. وفي سنة ١٩٦٨ (شووا ٤٣)، نهضت شركاتُ الشحن الساحلي بمنطقة هانشين، ومعها شركاتٌ في محافظتي أويتا وإهيمه، لتؤسس كيانًا جديدًا أطلقت عليه اسم ٩٤ هانشين فيري، لكن سرعان ما غُيّر اسمها في العام التالي إلى دياموند فيري، في إشارة إلى تقديم خدمات ذات جودة تُحاكي صلابة الألماس وبريقه. أما في سنة ١٩٦٩ (شووا ٤٤)، فقد بادرت أربعُ شركاتٍ كبرى، هي: توشوكو (المعروفة اليوم بـكارغيل اليابان)، وفود ترانسبورت (حاليًا إس واي بروموشن)، وميتسوي كينكاي كيسن (المعروفة الآن بـميتسوي أو إس كيه لاينز دراي بالك)، وطوكيو كيسن، وأسّست شركة العبّارة الساحلية اليابانية، معززةً دورها في تطوير قطاع النقل الساحلي. وفي سنة ١٩٧٠ (شووا ٤٥)، وُلدت شركة نيبون كوسوكو فيري كفرع تابع لـتيروكوني يوسن، لتكون خطوةً سبّاقة في مجال العبارات السريعة، وتمهيدًا لتوسيع نطاق خدمات النقل البحري على الصعيدين الوطني والإقليمي. ثم جاءت سنة ١٩٩٠ (هييسي ٢)، حيث أتمت شركة نيبون كوسوكو فيري استحواذها الكامل على أعمال النقل التي كانت تشغّلها، وأعادت إطلاقها تحت اسم بلو هايوي لاين. وفي سنة ٢٠٠٠ (هييسي ١٢)، قررت بلو هايوي لاين فصل عملياتها وتأسيس كيان مستقل يحمل اسم بلو هايوي لاين غرب اليابان، ليتولى إدارة طريق أوساكا - شيبوشي. أما سنة ٢٠٠١ (هييسي ١٣)، فقد شهدت قرارًا جوهريًا بحل شركة بلو هايوي لاين، مع إعادة تنظيم مسارات النقل، فأُطلقت شركة جديدة لتدير مسار أوآراي - توموكوماي، وتم إلغاء مسار طوكيو - ناتشيكاتسورا - كوتشي.[3] وفي سنة ٢٠٠٥ (هييسي ١٧)، أقدمت شركتا كانساي كيسن ودياموند فيري على خطوة استراتيجية بدمج أقسام المبيعات تحت مظلة واحدة، ليُطلق اسم فيري سانفلاوار على هذا التعاون المشترك.[4] وفي سنة ٢٠٠٧ (هييسي ١٩)، أتمت شركة دياموند فيري اندماجها مع بلو هايوي لاين غرب اليابان. وفي سنة ٢٠٠٩ (هييسي ٢١)، قامت شركة ميتسوي أو إس كيه لاينز بتأسيس الشركة القابضة فيري سانفلاوار، لتضم تحت رايتها شركتي كانساي كيسن ودياموند فيري. وأخيرًا، في سنة ٢٠١١ (هييسي ٢٣)، تم دمج فيري سانفلاوار مع شركتي كانساي كيسن ودياموند فيري.[5]

### المسارات البحرية:

#### مسارات العبارات:
- مسار أوآراي - توموكوماي (ميناء الغرب) المسافة: 754 كم | الوقت: 19 ساعة تقريبًا | الرحلات: ذهاب وإياب يوميًا (عطلة الأحد).
- مسار أوساكا (محطة سانفلاوار الأولى) - بيبو (ميناء السياحة الدولية) المسافة: 425 كم | الوقت: 12 ساعة تقريبًا | الرحلات: رحلة واحدة يوميًا.
- مسار كوبي (جزيرة روكّو) - أويتا (ميناء أويتا الغربي) المسافة: 411 كم | الوقت: 12 ساعة تقريبًا | الرحلات: رحلة واحدة يوميًا.
- مسار أوساكا (محطة سانفلاوار الثانية) - شيبوشي المسافة: 583 كم | الوقت: 15 ساعة تقريبًا | الرحلات: رحلة واحدة يوميًا.

#### مسارات الشحن (RO-RO):
- مسار طوكيو - هاكاتا رحلات: 6 أسبوعيًا. الموانئ: طوكيو - هاكاتا - أويتا (بعض الرحلات تتوقف في إيوانكون).
- مسار طوكيو - كاندا رحلات: 4 أسبوعيًا. الموانئ: طوكيو - كاندا - أونو (صعود فقط) - طوكيو.

#### مسارات أُلغيت:
- مسار طوكيو - توموكوماي أُوقف في مارس 2007.
- مسار أوباما - شيبوشي - أويتا توقف في 2014.

### السفن المشغلة حاليًا:

#### أوآراي - توموكوماي (عبّارات):
- سانفلاوار فورانو (الجيل الثاني): الوزن: 13,816 طنًا | الطول: 199.7 م | سرعة: 24 عقدة. القدرة الاستيعابية: 590 راكبًا، 160 شاحنة، و100 سيارة.
- سانفلاوار سابورو (الجيل الثالث): المواصفات ذاتها لـ"فورانو".
- سانفلاوار دايسيتسو: الوزن: 11,401 طنًا | الطول: 190 م | سرعة: 24.9 عقدة. القدرة: 154 راكبًا، 160 شاحنة، و62 سيارة.
- سانفلاوار شيريتوكو: مماثلة لـ"دايسيتسو"، بُنيت لتستوعب نفس السعة وبنفس المواصفات تقريبًا.

#### كانساي - كيوشو:
- سانفلاوار كوريناي: الوزن: 17,114 طنًا | الطول: 199.9 م | سرعة: 22.5 عقدة. القدرة: 716 راكبًا، 137 شاحنة، و80 سيارة.
- سانفلاوار موراساكي: المواصفات ذاتها لـ"كوريناي".

### السفن المستقبلية:
- سانفلاوار كاموي وسانفلاوار بيريكا (2025): الوزن: 15,600 طنًا | الطول: 199.4 م | سرعة: 24 عقدة. مميزات: محركات هجينة (LNG وخفض انبعاثات CO2).

### الشركات المرتبطة
- شركة بلو سي نتوورك
- شركة بلو هايوي سيرفيس
- شركة سانفلاوار إكسبريس
- شركة سانفلاوار مارين سيرفيس
- شركة سانفلاوار ترافيل
- شركة سانفلاوار إيجنسي
- شركة بيبو بورت سيرفيس
- شركة وايت فينيكس المحدودة

### النقل المشترك

#### مسار أوآراي - توموكوماي
في سنة ٢٠٠٦ (هييسي ١٨)، أطلقت الشركة تذكرة مشتركة باسم باسيفيك ستوري، تجمع بين العبّارة وخدمات الحافلات السريعة، فتصل المسافرين بين محطة طوكيو ومحطة سابورو. كان ذلك بفضل فكرة رئيس قسم المبيعات آنذاك، الذي أراد أن يجعل الرحلة ميسّرة لمن لا يملكون سيارات خاصة، فجعل المنتج مناسبًا لحاجات المسافرين ومتطلباتهم.

#### وسائل النقل المتاحة
- شركة شوشين ميتسوي سانفلاوار (ميناء فيري توموكوماي الغربي - ميناء أوآراي، للمسار المسائي فقط).
- حافلات إيبراكيتسو (محطة أوآراي فرع الشرطة - محطة فيري أوآراي - محطة ميكو الشمالية).
- حافلات هوكايدو شوا (محطة سابورو - محطة فيري توموكوماي).
- حافلات جي آر كانتو وإيبراكيتسو (خط ميكو، محطة طوكيو - محطة ميكو، وتشغيل مؤقت لمحطة فيري أوآراي بين ٢٠١٨ و٢٠٢٠).

تمنح التذكرة المسافرين صلاحية استخدام الحافلات ليوميْن متتاليين على جانبي المسار البحري، ويمكنهم الإقامة في مدن مثل أوآراي، ميكو، أو توموكوماي أثناء استخدام التذكرة.

#### الإصدارات السابقة للتذاكر
- حتى سنة ٢٠١٩ (ريوا ١)، كان للشركة سلسلة من التذاكر تسمى ستوري سيريز، منها:
  - طوكيو-فورانو (اسمها: فورانو ستوري)
  - طوكيو-أسايكاوا (اسمها: أسايكاوا ستوري)
  - طوكيو-أوتارو (اسمها: أوتارو ستوري).

إضافةً إلى ذلك، بين ٢٠١٢ و٢٠٢١، كان هناك سلسلة تذاكر باسم مارين كِبّو، خُصصت للربط بين شمال كانتو وسابورو.

#### التذاكر المدمجة مع خدمات العبّارات الأخرى
- دانغان فيري: باقات تشمل الإقامة على العبّارة لليلتين مع استخدام النقل البري.
  - دانغان فيري (نسخة هانشين دينشا): تربط ميناء كوبي بمحطة هانشين ميكاكي وموانئ الرحلات.
  - دانغان فيري (نسخة ياما بيكو): تذكرة تربط رحلات العبّارات بخدمات حافلات أوساكا وبيبو.

### خدمات النقل الجديدة

#### سانفلاوار لاينر
خدمة حافلات مخصصة لركاب مسار أوساكا - شيبوشي، تصل ميناء شيبوشي بـمدينة كاجوشيما، مرورًا بمحطات توقف للراحة مثل منطقة كوروبوس بارك.

#### باص السفينة "باك-كيوشو"
- تذكرة تربط مسار كوبي-أويتا بخدمة الحافلات إلى مدن مثل أسو وكوماموتو.
- أُطلقت في ٢٠٢٠، لكنها توقفت في ٢٠٢٤.

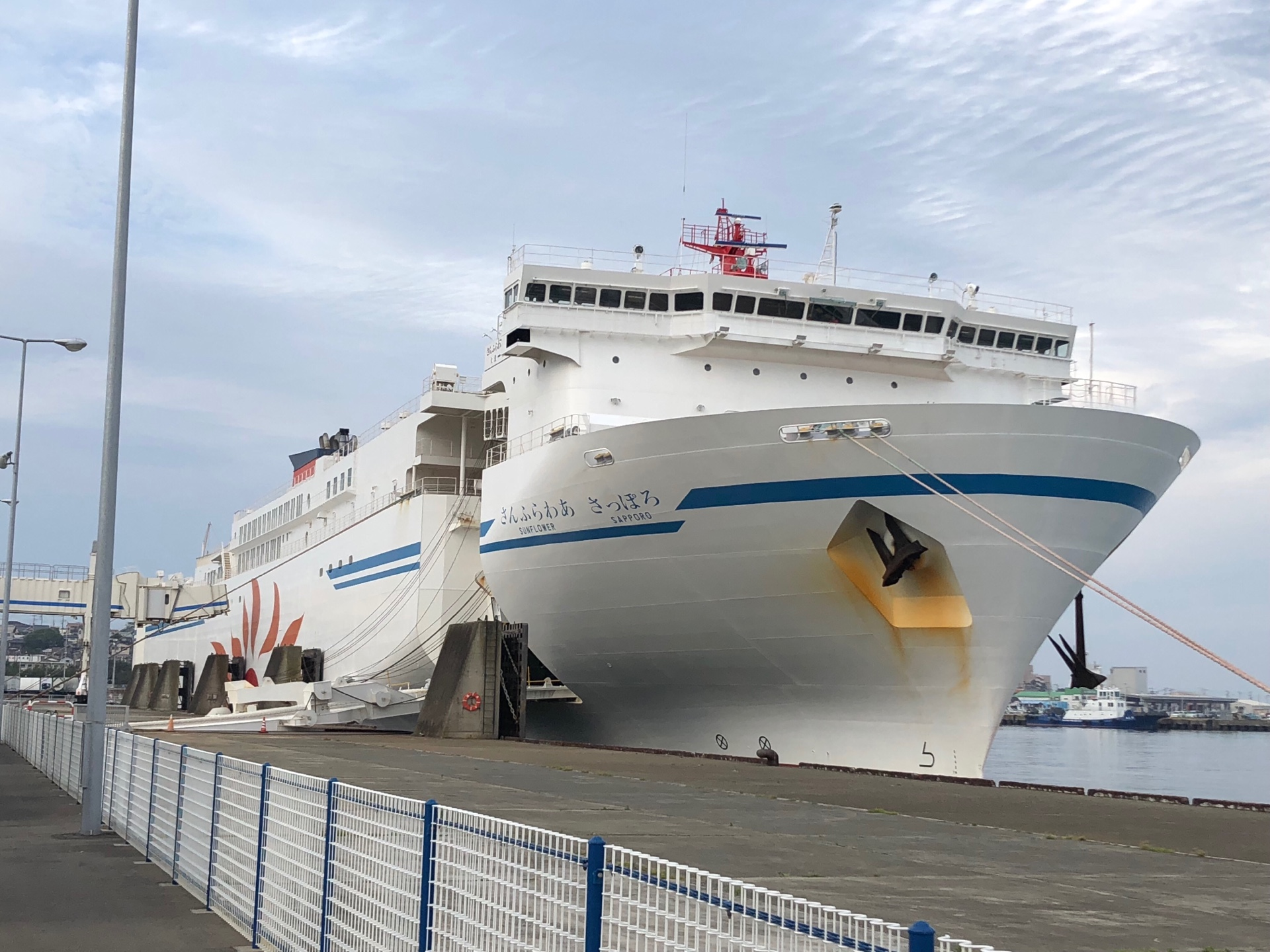
صن فلاور سابورو، شامخةٌ عند أرصفة ميناء أوراي، والصورة وُثِّقت في مايو-أيار من عام ٢٠١٨. يظهر هيكل السفينة الأبيض مزينًا بخطوط زرقاء وشمس برتقالية تضفي لمسة من التميز على تصميمها. تربطها الحبال بإحكام إلى المرسى، بينما تشكل السماء والخلفية المينائية إطارًا هادئًا

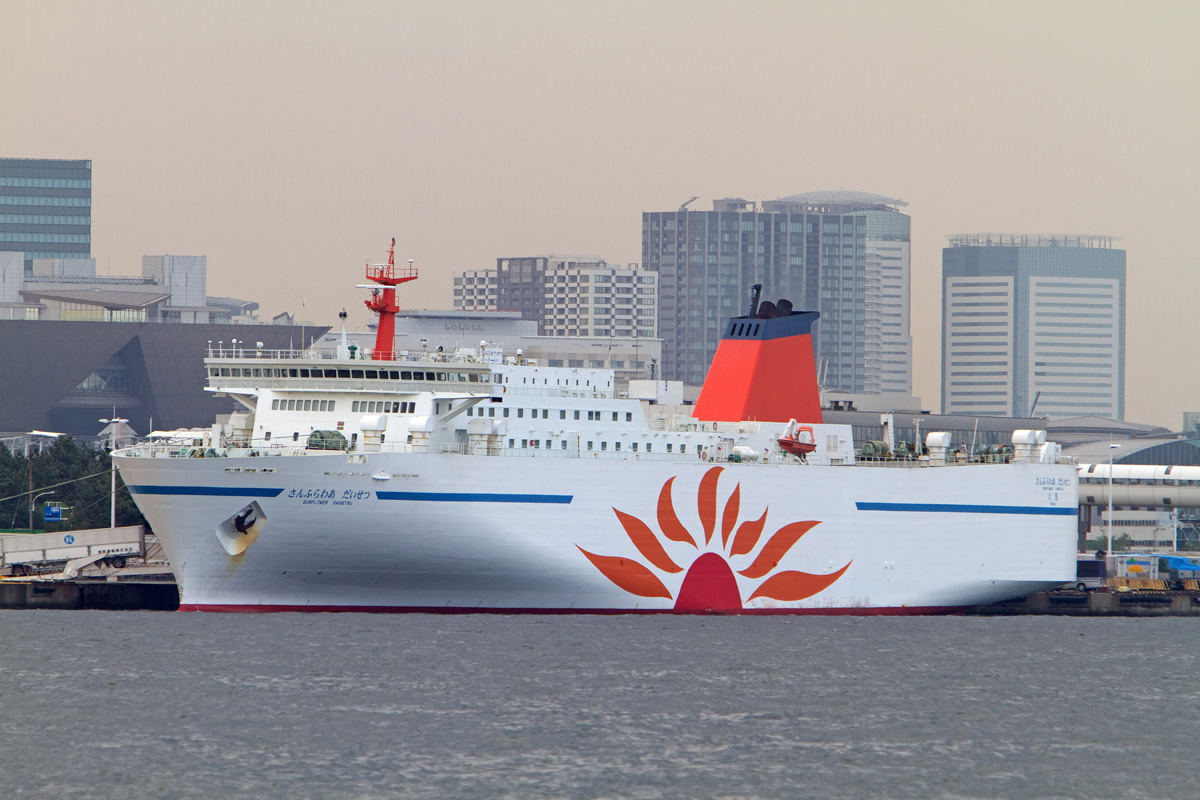
صن فلاور دايسيتسو، رابضةٌ في ميناء طوكيو، والصورة موثَّقةٌ في مايو-أيّار من سنة ٢٠١١، حين أُرغِمت على النزوح المؤقّت إلى ميناء أواراي، إذ أصاب زلزالُ الشرق الكبير اليابانَ بأوجاعٍ فاقَت الحِساب، فكان هذا المرسى ملاذها في حينِ البلاء.

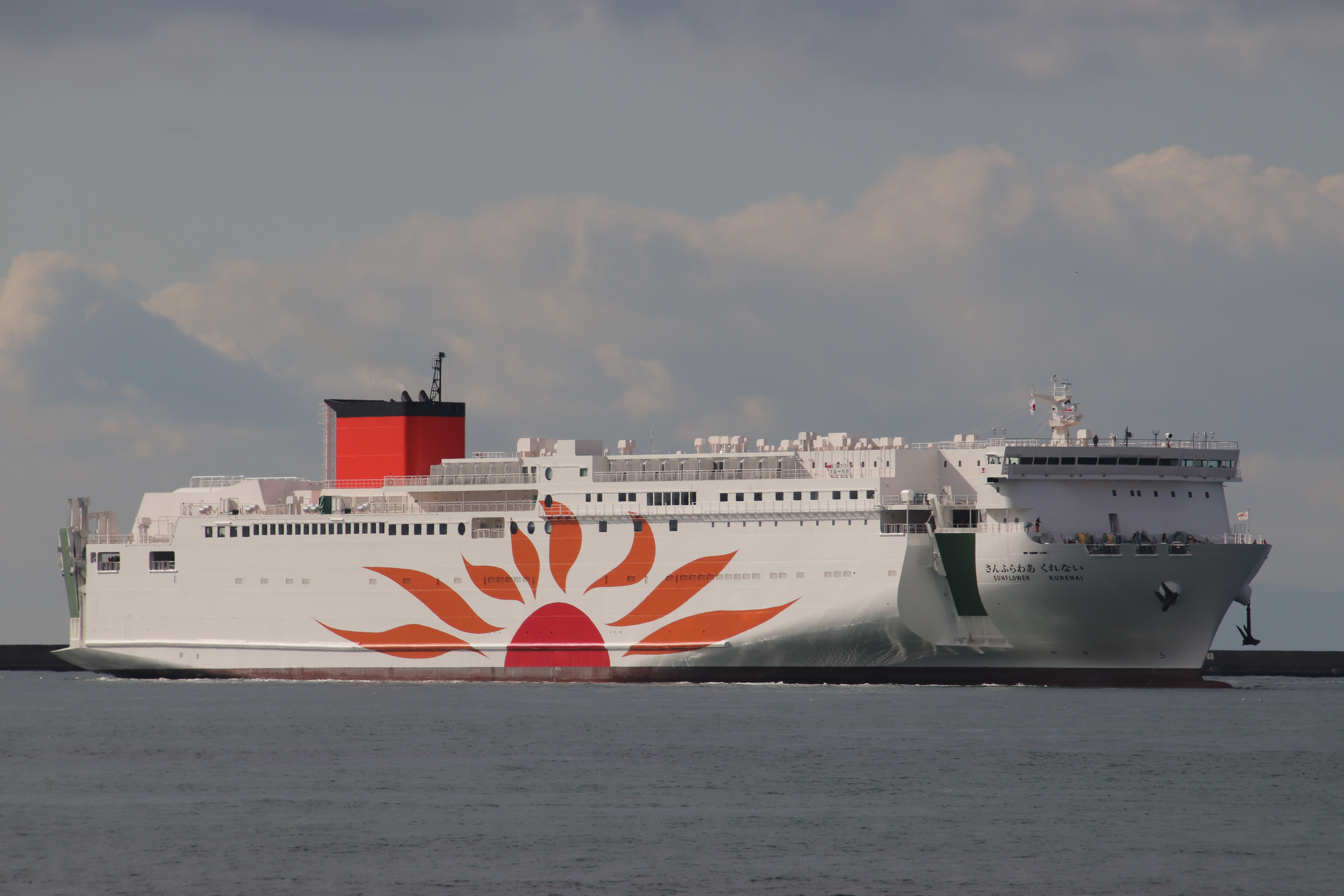
عباد الشمس كوريناي، شامخةٌ بميناء أوساكا، التُقطت هذه الصورة في ديسمبر 2022. تُبرز السفينة هيكلها الأبيض المزين بشعار شمس برتقالية وحمراء. وهي عبّارة ركاب وسيارات، تُصنَّف كجزء من السفن الكبيرة متعددة الأدوار المصممة لنقل الركاب والمركبات (بما في ذلك الشاحنات الثقيلة) عبر المسافات الطويلة

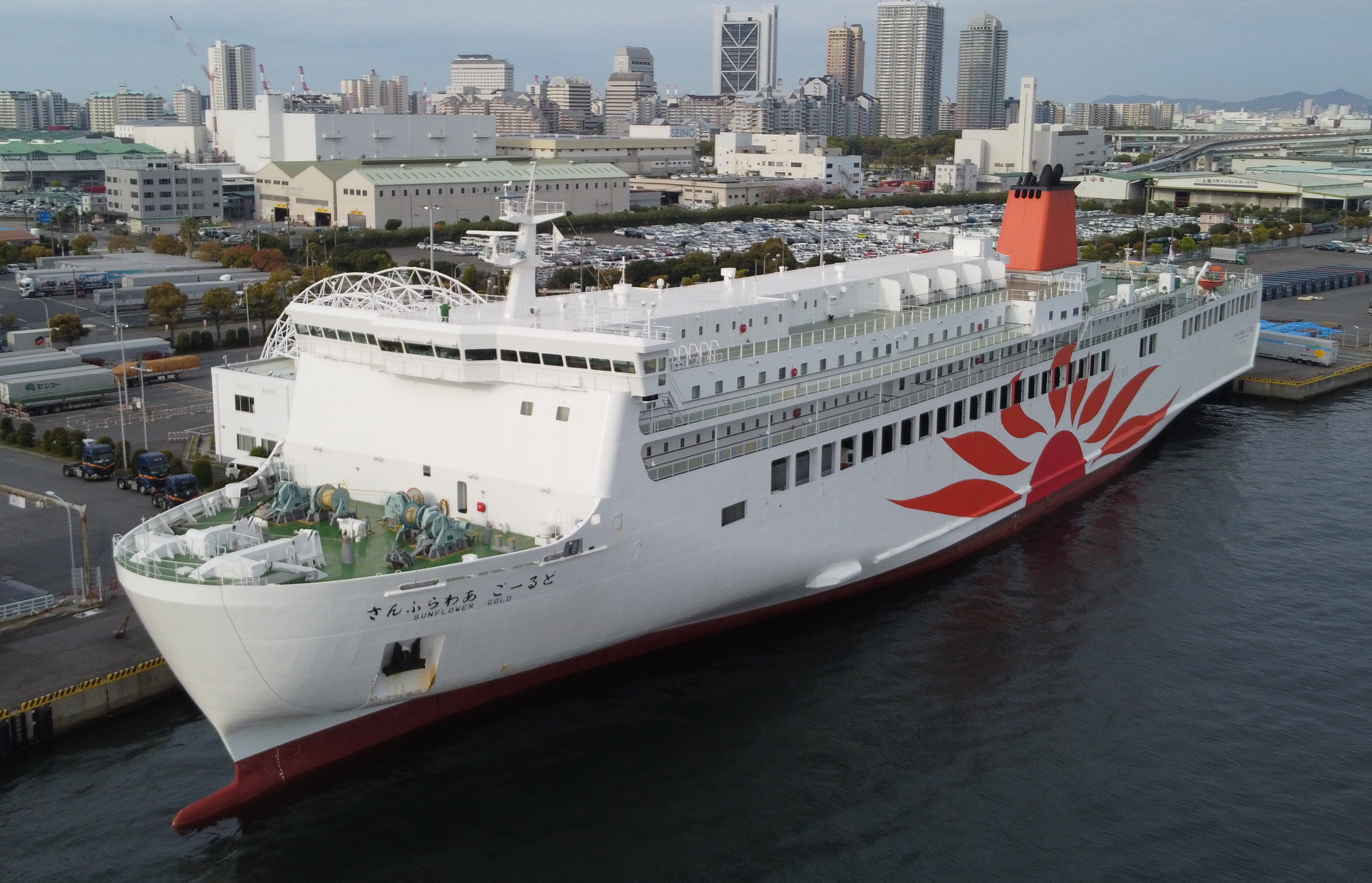
Sunflower Gold - ميناء كوبي (تم التقاط الصورة في أبريل 2023)

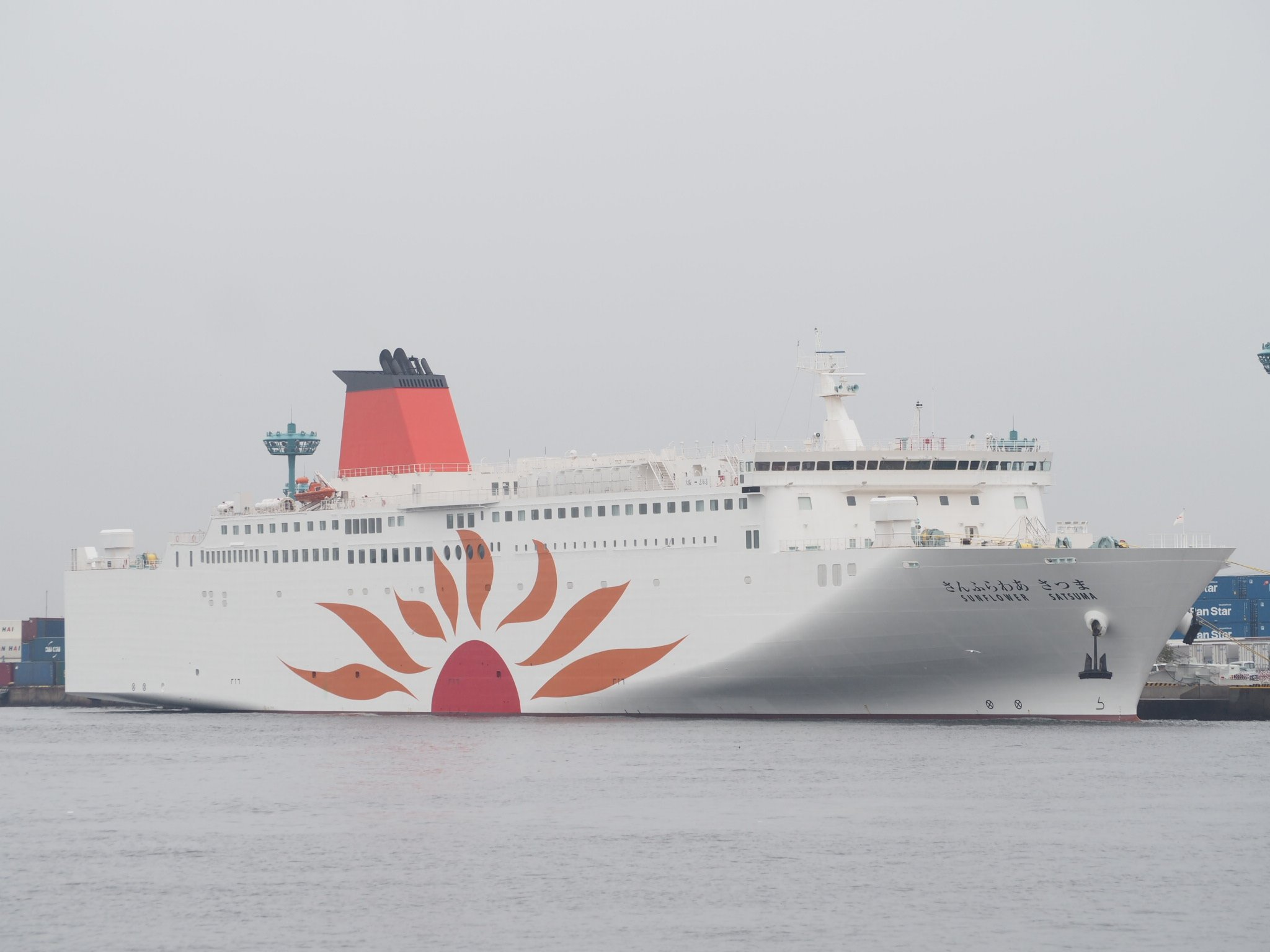
عباد الشمس ساتسوما - ميناء أوساكا (تم التصوير في يونيو/حزيران 2018)

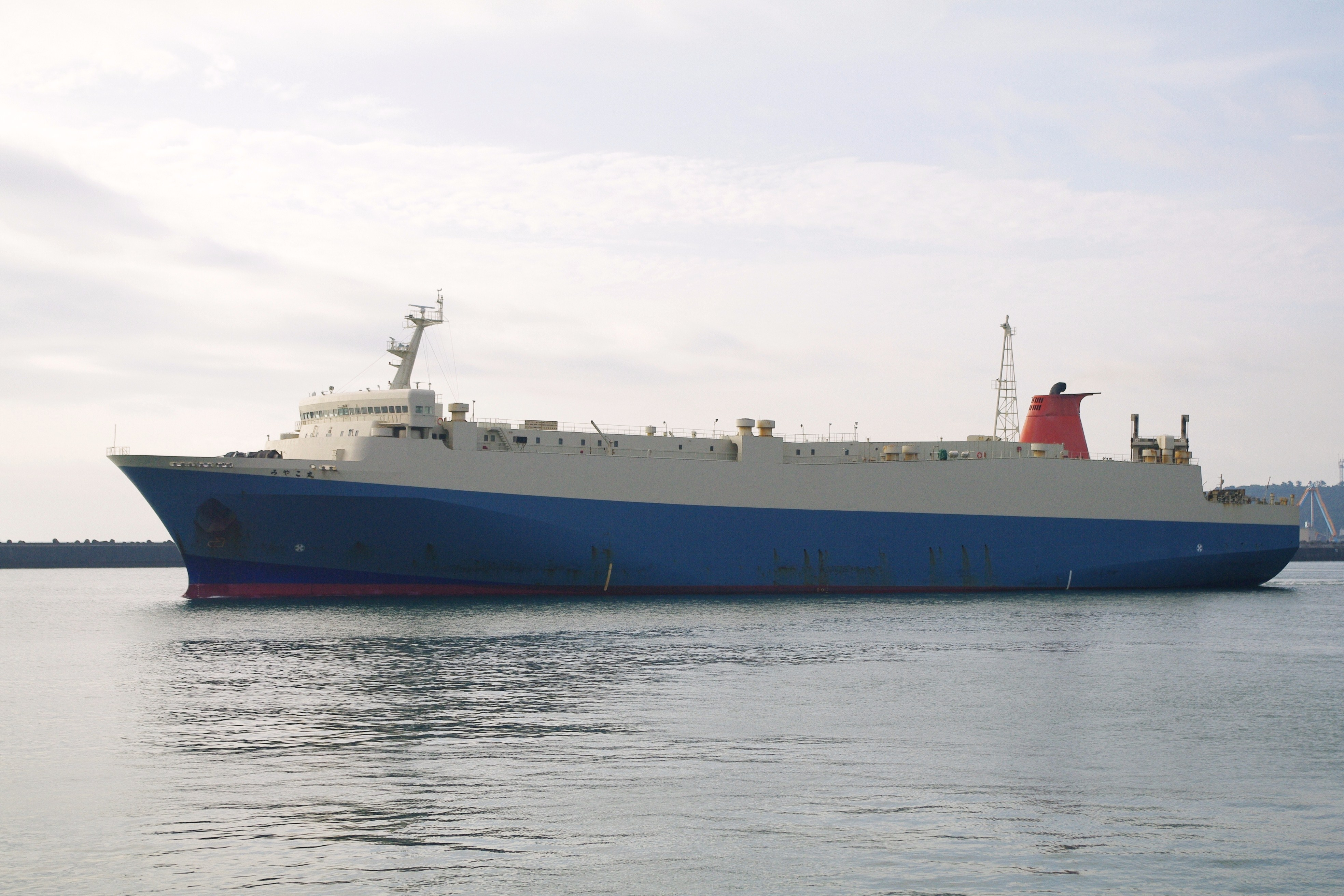
مياكو مارو يغادر ميناء أوميزاكي

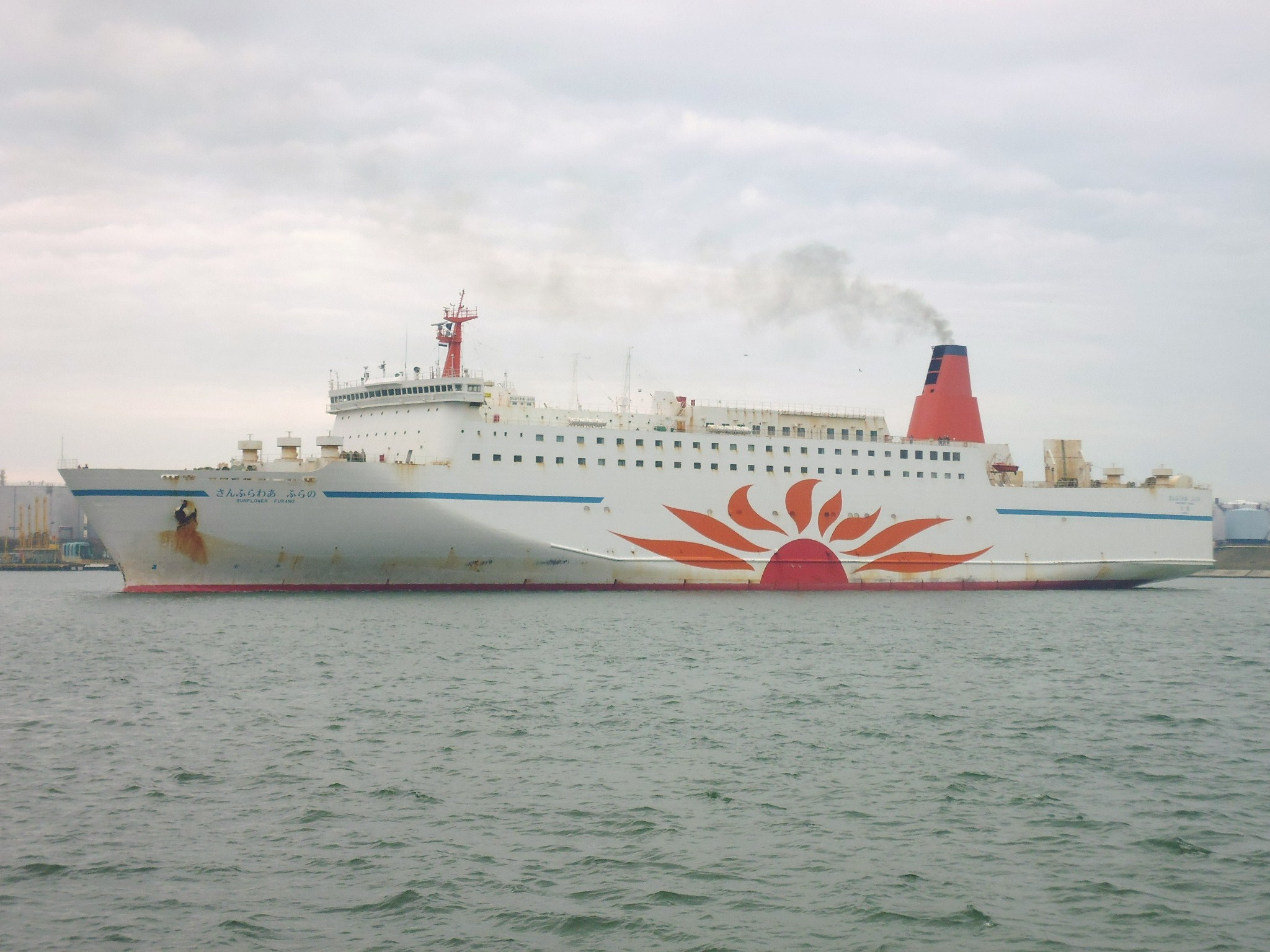
"Sunflower Furano" - ميناء توماكوماي الغربي

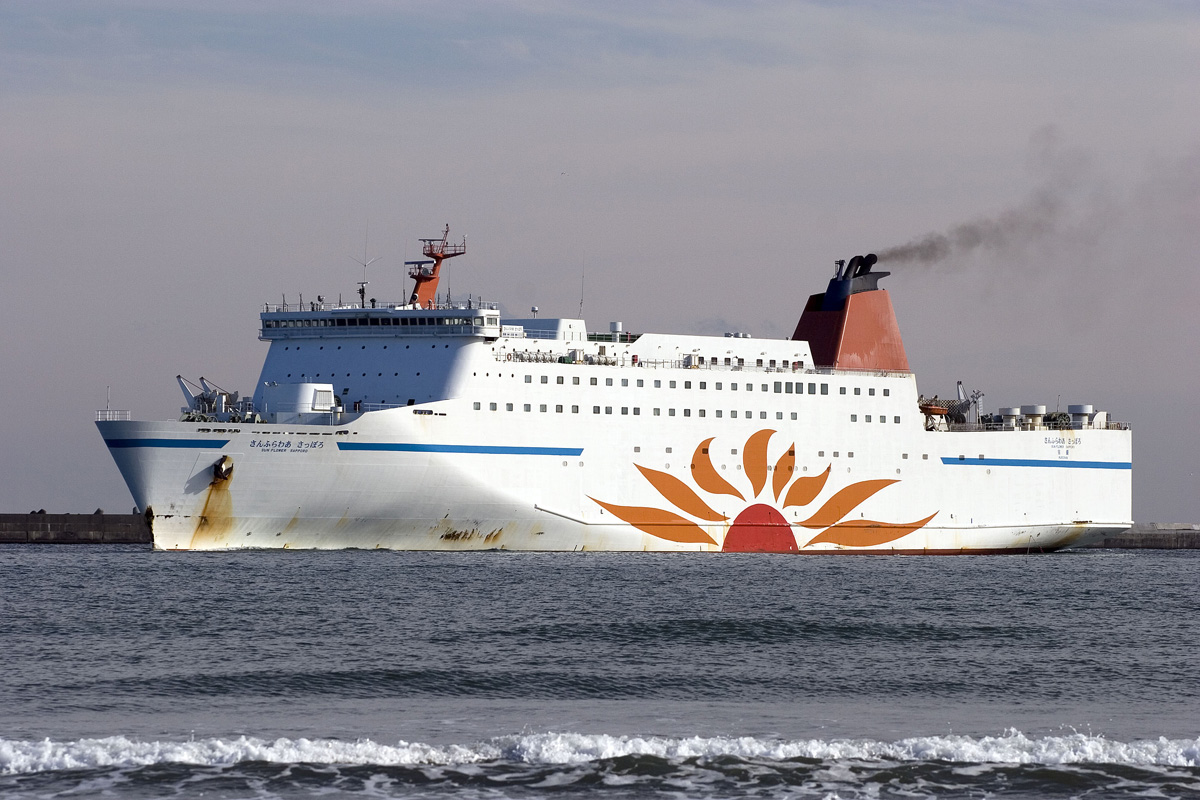
عباد الشمس سابورو - ميناء أوراي

#### مشاريع التعاون
ابتداءً من عام 2022، أطلقت الشركة حملة تعاون صيفية مع الأنمي الشهير "ون بيس"، تضمنت تصميم قوائم طعام خاصة في مطاعم السفن، وعرض منتجات أصلية مستوحاة من الأنمي، بالإضافة إلى تنظيم فعاليات ألغاز البحث التي جذبت عشاق الغموض، وحملات هدايا عبر منصة تويتر (X). في عام 2023، أضيفت لمسة مميزة عبر إدخال رسومات مستوحاة من "ون بيس" على العلامات المميزة للسفن التي تشغلها هذه الحملة. بدأت هذه الأنشطة على خط أوآراي-توموكوماي المسائي فقط، ومع توسع الشركة بعد الاندماج، شملت الأنشطة في عام 2024 خط أوساكا-شيبوشي، مما عزز انتشار هذه الفعالية.
وفي إطار تعزيز تجربة الركاب، قدمت الشركة غرفًا ذات طابع خاص على خط كوبي-أويتا، حيث صُممت بعض الغرف القياسية لتكون مستوحاة من شخصيات شهيرة، مثل غرفة "كوروما وحلم الرحلة البحرية"، التي جذبت محبي الشخصيات اليابانية. كما قدمت غرفة مميزة تحمل طابع "هالو كيتي" حتى نهاية مايو 2024، مما أكسب الخط لمسة جمالية وترفيهية.

### الحضور في الأعمال الفنية

#### في الأعمال التلفزيونية
- 2001: ظهرت السفينة سانفلاوار ميتو ضمن الحلقة 42 من مسلسل "كامن رايدر أجيطو"، حيث استُخدمت السفينة كخلفية تصوير لأحداث مثيرة في مسار أوآراي-توموكوماي.
- 2010: استُخدمت السفينة سانفلاوار دايسيتسو لتصوير معركة مثيرة على سطحها في الحلقة 42 من مسلسل "كامن رايدر دبليو"، مما أضفى طابعًا حيويًا على مشاهد الحركة.
- 2015: ظهرت السفينة سانفلاوار سابورو في حلقتين من البرنامج التلفزيوني "كينشيو"، مسلطة الضوء على جمال السفن وتجربتها البحرية.

#### في الأفلام
- لعبت السفينة سانفلاوار فورانو دورًا تقنيًا في فيلم "الطائرة الأبدية صفر"، حيث استُخدمت كمرجع لتصوير المشاهد الافتراضية للسفينة الحربية الشهيرة "أكاجي".
- كانت السفينة سانفلاوار سابورو وسيلة النقل الرئيسية في فيلم الأنمي "فتيات ودبابات: النسخة المسرحية"، مما جعلها جزءًا من القصة كوسيلة تنقل أساسية بين المعارك.
- في فيلم "نيت، نيت، نيت"، ظهرت السفينة سانفلاوار فورانو (الجيل الثاني)، مما عزز تواجد السفن في الأعمال السينمائية.

### البرامج المقدمة
ساهمت الشركة في تقديم برامج مميزة عبر المنصات الإعلامية، أبرزها:
- "شوشين ميتسوي سانفلاوار تقدم: هيا إلى هوكايدو!"، برنامج إذاعي يُبث على راديو اليابان.
- "سانفلاوار درايفينغ كروز"، الذي استهدف تعزيز الوعي بالنقل البحري عبر راديو STV.
- "السبت المميز"، وهو برنامج محلي على تلفزيون هوكايدو، سلط الضوء على أهمية الرحلات البحرية وتجربة الركاب.